# Campeonato Mundial de Atletismo em Pista Coberta de 2018
O Campeonato Mundial de Atletismo em Pista Coberta de 2018 foi a 17ª edição da competição organizada pela IAAF no periodo de 1 e 4 de março de 2018 na Arena Birmingham, em  Birmingham, no Reino Unido. Foram disputadas 26 provas com a presença de 554 atletas de 134 nacionalidades. 

## Calendário
| Data →             | 1 de Março | 2 de Março | 2 de Março | 3 de Março | 3 de Março | 3 de Março | 4 de Março | 4 de Março |
| Evento ↓           | T          | M          | T          | M          | T          | T          | T          | T          |
| ------------------ | ---------- | ---------- | ---------- | ---------- | ---------- | ---------- | ---------- | ---------- |
| 60 m               |            |            |            | Q          | SF         | F          |            |            |
| 400 m              |            | Q          | SF         |            | F          | F          |            |            |
| 800 m              |            |            | Q          |            | F          | F          |            |            |
| 1500 m             |            |            |            | Q          |            |            | F          | F          |
| 3000 m             |            | Q          |            |            |            |            | F          | F          |
| 60 m com barreiras |            |            |            |            | Q          | Q          | SF         | F          |
| 4 × 400 m          |            |            |            | Q          |            |            | F          | F          |
| Salto em altura    | F          |            |            |            |            |            |            |            |
| Salto com vara     |            |            |            |            |            |            | F          | F          |
| Salto em distância |            |            | F          |            |            |            |            |            |
| Salto triplo       |            |            |            |            | F          | F          |            |            |
| Arremesso de peso  |            |            |            | F          |            |            |            |            |
| Heptatlo           |            | F          | F          | F          | F          | F          |            |            |

| Data →             | 1 de Março | 2 de Março | 2 de Março | 2 de Março | 3 de Março | 3 de Março | 3 de Março | 4 de Março |   |
| Evento ↓           | T          | M          | T          | T          | M          | T          | T          | T          |   |
| ------------------ | ---------- | ---------- | ---------- | ---------- | ---------- | ---------- | ---------- | ---------- | - |
| 60 m               |            | Q          | SF         | F          |            |            |            |            |   |
| 400 m              |            | Q          | SF         | SF         |            | F          | F          |            |   |
| 800 m              |            |            |            |            | Q          |            |            | F          |   |
| 1500 m             |            |            | Q          | Q          |            | F          | F          |            |   |
| 3000 m             | F          |            |            |            |            |            |            |            |   |
| 60 m com barreiras |            |            | Q          | Q          |            | SF         | F          |            |   |
| 4 × 400 m          |            |            |            |            | Q          |            |            | F          |   |
| Salto em altura    | F          |            |            |            |            |            |            |            |   |
| Salto com vara     |            |            |            |            |            | F          | F          |            |   |
| Salto em distância |            |            |            |            |            |            |            | F          | F |
| Salto triplo       |            |            |            |            | F          |            |            |            |   |
| Arremesso de peso  |            |            | F          | F          |            |            |            |            |   |
| Pentatlo           |            | F          | F          | F          |            |            |            |            |   |

| Q                                          | Eliminatórias | SF | Semifinais | F | Finais |
| M = Eventos da manhã, T = Eventos da tarde |               |    |            |   |        |

## Medalhistas
Esses são os resultados oficiais do campeonato. 

### Masculino
| Evento                      | Ouro                                                                                          | Ouro      | Prata | Prata    | Bronze                                                                    | Bronze   |
| 60 m detalhes               | Christian Coleman · Estados Unidos                                                            | 6.37      | Su Bingtian · China                                                                                                   | 6.42     | Ronnie Baker · Estados Unidos                                             | 6.44     |
| 400 m detalhes              | Pavel Maslák · Chéquia                                                                        | 45.47     | Michael Cherry · Estados Unidos                                                                                       | 45.84    | Deon Lendore · Trinidad e Tobago                                          | 46.37    |
| 800 m detalhes              | Adam Kszczot · Polónia                                                                        | 1:47.47   | Drew Windle · Estados Unidos                                                                                          | 1:47.99  | Saúl Ordóñez · Espanha                                                    | 1:48.01  |
| 1500 m detalhes             | Samuel Tefera · Etiópia                                                                       | 3:58.19   | Marcin Lewandowski · Polónia                                                                                          | 3:58.39  | Abdelaati Iguider · Marrocos                                              | 3:58.43  |
| 3000 m detalhes             | Yomif Kejelcha · Etiópia                                                                      | 8:14.41   | Selemon Barega · Etiópia                                                                                              | 8:15.59  | Bethwell Birgen · Quênia                                                  | 8:15.70  |
| 60 m com barreiras detalhes | Andrew Pozzi · Grã-Bretanha                                                                   | 7.46      | Jarret Eaton · Estados Unidos                                                                                         | 7.47     | Aurel Manga · França                                                      | 7.54     |
| 4x400 m detalhes            | Polónia · Karol Zalewski · Rafał Omelko · Łukasz Krawczuk · Jakub Krzewina · Patryk Adamczyk* | 3:01.77   | Estados Unidos · Fred Kerley · Michael Cherry · Aldrich Bailey · Vernon Norwood · Marqueze Washington* · Paul Dedewo* | 3:01.97  | Bélgica · Dylan Borlée · Jonathan Borlée · Jonathan Sacoor · Kevin Borlée | 3:02.51  |
| Salto em distância detalhes | Juan Miguel Echevarría · Cuba                                                                 | 8.46 m    | Luvo Manyonga · África do Sul                                                                                         | 8.44 m   | Marquis Dendy · Estados Unidos                                            | 8.42 m   |
| Salto triplo detalhes       | Will Claye · Estados Unidos                                                                   | 17.43 m   | Almir dos Santos · Brasil                                                                                             | 17.41 m  | Nelson Évora · Portugal                                                   | 17.40 m  |
| Salto em altura detalhes    | Danil Lysenko Atletas Neutros Autorizados                                                     | 2.36 m    | Mutaz Essa Barshim · Catar                                                                                            | 2.33 m   | Mateusz Przybylko · Alemanha                                              | 2.29 m   |
| Salto com vara detalhes     | Renaud Lavillenie · França                                                                    | 5.90 m    | Sam Kendricks · Estados Unidos                                                                                        | 5.85 m   | Piotr Lisek · Polónia                                                     | 5.85 m   |
| Arremesso de peso detalhes  | Tomas Walsh · Nova Zelândia                                                                   | 22.31 m , | David Storl · Alemanha                                                                                                | 21.44 m  | Tomáš Staněk · Chéquia                                                    | 21.44 m  |
| Heptatlo detalhes           | Kevin Mayer · França                                                                          | 6348 pts  | Damian Warner · Canadá                                                                                                | 6343 pts | Maicel Uibo · Estónia                                                     | 6265 pts |

- Nota: * = atletas que competiram somente nas baterias

### Feminino
| Evento                      | Ouro | Ouro      | Prata | Prata   | Bronze                                                                                      | Bronze   |
| 60 m detalhes               | Murielle Ahouré · Costa do Marfim                                                                                      | 6.97 ,    | Marie-Josée Ta Lou · Costa do Marfim | 7.05    | Mujinga Kambundji · Suíça                                                                   | 7.05     |
| 400 m detalhes              | Courtney Okolo · Estados Unidos                                                                                        | 50.55     | Shakima Wimbley · Estados Unidos | 51.47   | Eilidh Doyle · Grã-Bretanha                                                                 | 51.60    |
| 800 m detalhes              | Francine Niyonsaba · Burundi                                                                                           | 1:58.31 , | Ajeé Wilson · Estados Unidos | 1:58.99 | Shelayna Oskan-Clarke · Grã-Bretanha                                                        | 1:59.81  |
| 1500 m detalhes             | Genzebe Dibaba · Etiópia                                                                                               | 4:05.27   | Laura Muir · Grã-Bretanha | 4:06.23 | Sifan Hassan · Países Baixos                                                                | 4:07.26  |
| 3000 m detalhes             | Genzebe Dibaba · Etiópia                                                                                               | 8:45.05   | Sifan Hassan · Países Baixos | 8:45.68 | Laura Muir · Grã-Bretanha                                                                   | 8:45.78  |
| 60 m com barreiras detalhes | Kendra Harrison · Estados Unidos                                                                                       | 7.70 , =  | Christina Manning · Estados Unidos | 7.79    | Nadine Visser · Países Baixos                                                               | 7.84     |
| 4x400 m detalhes            | Estados Unidos · Quanera Hayes · Georganne Moline · Shakima Wimbley · Courtney Okolo · Joanna Atkins* · Raevyn Rogers* | 3:23.85   | Polónia · Justyna Święty-Ersetic · Patrycja Wyciszkiewicz · Aleksandra Gaworska · Małgorzata Hołub-Kowalik · Joanna Linkiewicz* · Natalia Kaczmarek* | 3:26.09 | Grã-Bretanha · Meghan Beesley · Hannah Williams · Amy Allcock · Zoey Clark · Anyika Onuora* | 3:29.38  |
| Salto em distância detalhes | Ivana Španović · Sérvia                                                                                                | 6.96      | Brittney Reese · Estados Unidos | 6.89 m  | Sosthene Moguenara-Taroum · Alemanha                                                        | 6.85 m   |
| Salto triplo detalhes       | Yulimar Rojas · Venezuela                                                                                              | 14.63 m   | Kimberly Williams · Jamaica | 14.48 m | Ana Peleteiro · Espanha                                                                     | 14.40 m  |
| Salto em altura detalhes    | Mariya Lasitskene Atletas Neutros Autorizados                                                                          | 2.01 m    | Vashti Cunningham · Estados Unidos | 1.93 m  | Alessia Trost · Itália                                                                      | 1.93 m   |
| Salto com vara detalhes     | Sandi Morris · Estados Unidos                                                                                          | 4.95 m ,  | Anzhelika Sidorova Atletas Neutros Autorizados | 4.90 m  | Katerina Stefanidi · Grécia                                                                 | 4.80 m   |
| Arremesso de peso detalhes  | Anita Márton · Hungria                                                                                                 | 19.62 m , | Danniel Thomas-Dodd · Jamaica | 19.22 m | Gong Lijiao · China                                                                         | 19.08    |
| Pentatlo detalhes           | Katarina Johnson-Thompson · Grã-Bretanha                                                                               | 4750 pts  | Ivona Dadic · Áustria | 4700    | Yorgelis Rodríguez · Cuba                                                                   | 4637 pts |

- Nota: * = atletas que competiram somente nas baterias

## Quadro de medalhas
| Ordem | País                            | Medalha de ouro | Medalha de prata | Medalha de bronze | Total |
| ----- | ------------------------------- | --------------- | ---------------- | ----------------- | ----- |
| 1     | Estados Unidos                  | 6               | 10               | 2                 | 18    |
| 2     | Etiópia                         | 4               | 1                | 0                 | 5     |
| 3     | Polónia                         | 2               | 2                | 1                 | 5     |
| 4     | Grã-Bretanha                    | 2               | 1                | 4                 | 7     |
| –     | Atletas Neutros Autorizados [1] | 2               | 1                | 0                 | 3     |
| 5     | França                          | 2               | 0                | 1                 | 3     |
| 6     | Costa do Marfim                 | 1               | 1                | 0                 | 2     |
| 7     | Cuba                            | 1               | 0                | 1                 | 2     |
| 7     | Chéquia                         | 1               | 0                | 1                 | 2     |
| 9     | Burundi                         | 1               | 0                | 0                 | 1     |
| 9     | Hungria                         | 1               | 0                | 0                 | 1     |
| 9     | Nova Zelândia                   | 1               | 0                | 0                 | 1     |
| 9     | Sérvia                          | 1               | 0                | 0                 | 1     |
| 9     | Venezuela                       | 1               | 0                | 0                 | 1     |
| 14    | Jamaica                         | 0               | 2                | 0                 | 2     |
| 15    | Alemanha                        | 0               | 1                | 2                 | 3     |
| 15    | Países Baixos                   | 0               | 1                | 2                 | 3     |
| 17    | China                           | 0               | 1                | 1                 | 2     |
| 18    | Áustria                         | 0               | 1                | 0                 | 1     |
| 18    | Brasil                          | 0               | 1                | 0                 | 1     |
| 18    | Canadá                          | 0               | 1                | 0                 | 1     |
| 18    | Catar                           | 0               | 1                | 0                 | 1     |
| 18    | África do Sul                   | 0               | 1                | 0                 | 1     |
| 23    | Espanha                         | 0               | 0                | 2                 | 2     |
| 24    | Bélgica                         | 0               | 0                | 1                 | 1     |
| 24    | Estónia                         | 0               | 0                | 1                 | 1     |
| 24    | Grécia                          | 0               | 0                | 1                 | 1     |
| 24    | Itália                          | 0               | 0                | 1                 | 1     |
| 24    | Quênia                          | 0               | 0                | 1                 | 1     |
| 24    | Marrocos                        | 0               | 0                | 1                 | 1     |
| 24    | Portugal                        | 0               | 0                | 1                 | 1     |
| 24    | Suíça                           | 0               | 0                | 1                 | 1     |
| 24    | Trinidad e Tobago               | 0               | 0                | 1                 | 1     |
| Total | Total                           | 26              | 26               | 26                | 78    |

Notas
↑[1]  A IAAF não inclui as três medalhas (2 de ouro, 1 de prata) ganhas por atletas competindo como Atletas Neutros Autorizados em sua tabela oficial de medalhas. 

## Participantes por nacionalidade
Um total de 554 atletas de 134 países participaram do campeonato.
- Albânia (1)
- Andorra (1)
- Argentina (1)
- Armênia (1)
- Aruba (1)
- Austrália (7)
- Áustria (4)
- Atletas Neutros Autorizados (8) [2]
- Azerbaijão (1)
- Bahamas (5)
- Bahrein (1)
- Bielorrússia (8)
- Bélgica (5)
- Belize (1)
- Bermudas (1)
- Bósnia e Herzegovina (1)
- Brasil (7)
- Ilhas Virgens Britânicas (1)
- Bulgária (5)
- Burquina Fasso (1)
- Burundi (3)
- Camboja (1)
- Canadá (15)
- Ilhas Caimã (1)
- Chile (1)
- China (13)
- Comores (1)
- Ilhas Cook (1)
- Costa Rica (2)
- Croácia (2)
- Cuba (8)
- Chipre (1)
- Chéquia (21)
- Dinamarca (1)
- Djibuti (3)
- Dominica (1)
- República Dominicana (5)
- Egito (1)
- Guiné Equatorial (1)
- Estónia (2)
- Etiópia (9)
- Estados Federados da Micronésia (1)
- Fiji (1)
- Finlândia (3)
- França (10)
- Polinésia Francesa (1)
- Alemanha (22)
- Gana (2)
- Gibraltar (1)
- Grã-Bretanha (30)
- Grécia (9)
- Granada (3)
- Guiné-Bissau (1)
- Haiti (1)
- Honduras (1)
- Hong Kong (1)
- Hungria (5)
- Islândia (1)
- Índia (1)
- Indonésia (1)
- Irão (1)
- Irlanda (5)
- Itália (12)
- Costa do Marfim (5)
- Jamaica (23)
- Japão (1)
- Jordânia (1)
- Cazaquistão (5)
- Quênia (8)
- Kosovo (1)
- Kuwait (2)
- Quirguistão (1)
- Letônia (4)
- Líbano (1)
- Lituânia (2)
- Macau (1)
- Macedônia do Norte (1)
- Madagáscar (1)
- Maldivas (1)
- Mali (1)
- Malta (1)
- Ilhas Maurícias (1)
- México (1)
- Moldávia (1)
- Monserrate (1)
- Marrocos (6)
- Namíbia (1)
- Nauru (1)
- Países Baixos (8)
- Nova Zelândia (4)
- Nicarágua (1)
- Nigéria (4)
- Marianas Setentrionais (1)
- Noruega (3)
- Omã (1)
- Paquistão (1)
- Papua-Nova Guiné (1)
- Peru (1)
- Filipinas (1)
- Polónia (26)
- Portugal (8)
- Porto Rico (1)
- Catar (3)
- Roménia (4)
- São Cristóvão e Neves (1)
- Santa Lúcia (2)
- São Vicente e Granadinas (1)
- El Salvador (1)
- San Marino (1)
- Arábia Saudita (2)
- Sérvia (4)
- Seicheles (1)
- Serra Leoa (1)
- Eslováquia (3)
- Eslovênia (2)
- Ilhas Salomão (1)
- Somália (1)
- África do Sul (5)
- Sudão do Sul (1)
- Espanha (16)
- Essuatíni (1)
- Suécia (14)
- Suíça  (5)
- Tajiquistão (1)
- Trinidad e Tobago (12)
- Turquia (1)
- Tuvalu (1)
- Ucrânia (13)
- Estados Unidos (53)
- Ilhas Virgens Americanas (1)
- Uruguai (1)
- Vanuatu (1)
- Venezuela (2)
- Zâmbia (1)

Notas
↑[2]  Um total de oito atletas russos competiram no campeonato como  Atletas Neutros Autorizados, nos seguintes eventos:Maksim Afonin e Aleksandr Lesnoy (arremesso de peso masculino), Anna Krylova e Viktoriya Prokopenko (salto triplo feminino), Danil Lysenko e Mariya Lasitskene (salto em altura feminino) e Olga MullinaeAnzhelika Sidorova (salto com vara feminino). 
Legenda
| Recorde mundial       | Recorde mundial (World record)               |                       | Recorde africano                      | Recorde africano (African) |                                           | Q | Classificado por posição (Qualified) |
| Recorde do campeonato | Recorde do campeonato (Championship record)  | Recorde da América    | Recorde da América (Americas)         | q                          | Classificado por melhor tempo (Qualified) |   |                                      |
| Melhor marca do ano   | Melhor marca do ano (World leading)          | Recorde asiático      | Recorde asiático (Asian)              | DNS                        | Não largou (Did not start)                |   |                                      |
| Recorde nacional      | Recorde nacional (National record)           | Recorde europeu       | Recorde europeu (European)            | DNF                        | Não terminou (Did not finish)             |   |                                      |
| Recorde pessoal       | Recorde pessoal do atleta (Personal best)    | Recorde da Oceania    | Recorde da Oceania (Oceania)          | DSQ / DQ                   | Desclassificado (Disqualified)            |   |                                      |
| Recorde da temporada  | Recorde da temporada do atleta (Season best) | Recorde sul-americano | Recorde sul-americano (South America) | NM                         | Sem marca (No mark)                       |   |                                      |